# Luke Gallows
Andrew « Drew » Hankinson (né le 22 décembre 1983 à Cumberland) est un catcheur (lutteur professionnel) américain. Il est connu pour avoir travaillé à la World Wrestling Entertainment sous le nom de Luke Gallows.
Il commence sa carrière de catcheur en 2005 et lutte dans des petites fédérations de catch de Pennsylvanie avant d'être engagé par la WWE en avril 2005. Il fait un bref passage à la Deep South Wrestling, un des clubs-écoles de la WWE avant d'apparaître dans les émissions de la WWE en mai 2006.
Il est d'abord « l'imposteur de Kane » en reprenant le costume et le masque de ce dernier. Il incarne ensuite « Festus », une personne atteinte de troubles mentaux et fait équipe avec Jesse. Après le renvoi de Jesse, il prend le nom de « Luke Gallows » et s'allie avec CM Punk et Serena pour former la Straight Edge Society.
Après un passage sur le circuit indépendant et à la NJPW, il fait son retour à la WWE en 2016 en compagnie de Karl Anderson avec qui il remporte les WWE Raw Tag Team Championship (2 fois).

## Jeunesse
Hankinson est un fan de catch depuis l'enfance, il obtient une bourse universitaire qui lui permet d'aller à l'université d'État de Fairmont. C'est durant cette période qu'il commence à faire ses premiers combats. Quand l'entraîneur de l'équipe de football le voit sur un ring, il décide d'arrêter ses études. Ses premiers cachets comme catcheur sont symboliques (10 dollars par match), il travaille à côté comme serveur ainsi que comme ouvrier du bâtiment tout en continuant ses études.

## Carrière

### Débuts (2003-2005)
Hankinson commence à s'entraîner pour devenir catcheur à l'école de la Mason-Dixon Wrestling. Il lutte alors sous le nom de Dorian Deville et remporte le 3 juillet 2004 le championnat poids lourd de la National Wrestling League après sa victoire face à Pirate of the Caribbean. En 2004, il participe au casting de l'émission WWE Tough Enough sans être choisi.

### World Wrestling Entertainment (2005-2010)

#### Passage à la Deep South Wrestling (2005-2006)
En 2005, la World Wrestling Entertainment (WWE) engage Hankinson qui rejoint la Deep South Wrestling, le club-école de la WWE. Il s'y fait appeler Deacon Deville puis The Freakin' Deacon.

#### Imposteur de Kane (2006)
Le 29 mai 2006, Hankinson apparaît à RAW en portant le masque et la même tenue que Kane utilise à ses débuts. Il inflige un Chokeslam au vrai Kane pendant son match contre Shelton Benjamin pour le titre Intercontinental de la WWE. Les deux hommes continuent de se bagarrer durant les semaines suivantes. Cela donnera lieu à un match lors de Vengeance, où il bat le vrai Kane.
Le lendemain, il intervient une nouvelle fois dans un match de Kane (contre Randy Orton) et le fait perdre. Après le match, Kane l'attaque et le démasque, puis le jette par la sortie du bâtiment.

#### Festus (2007-2009)

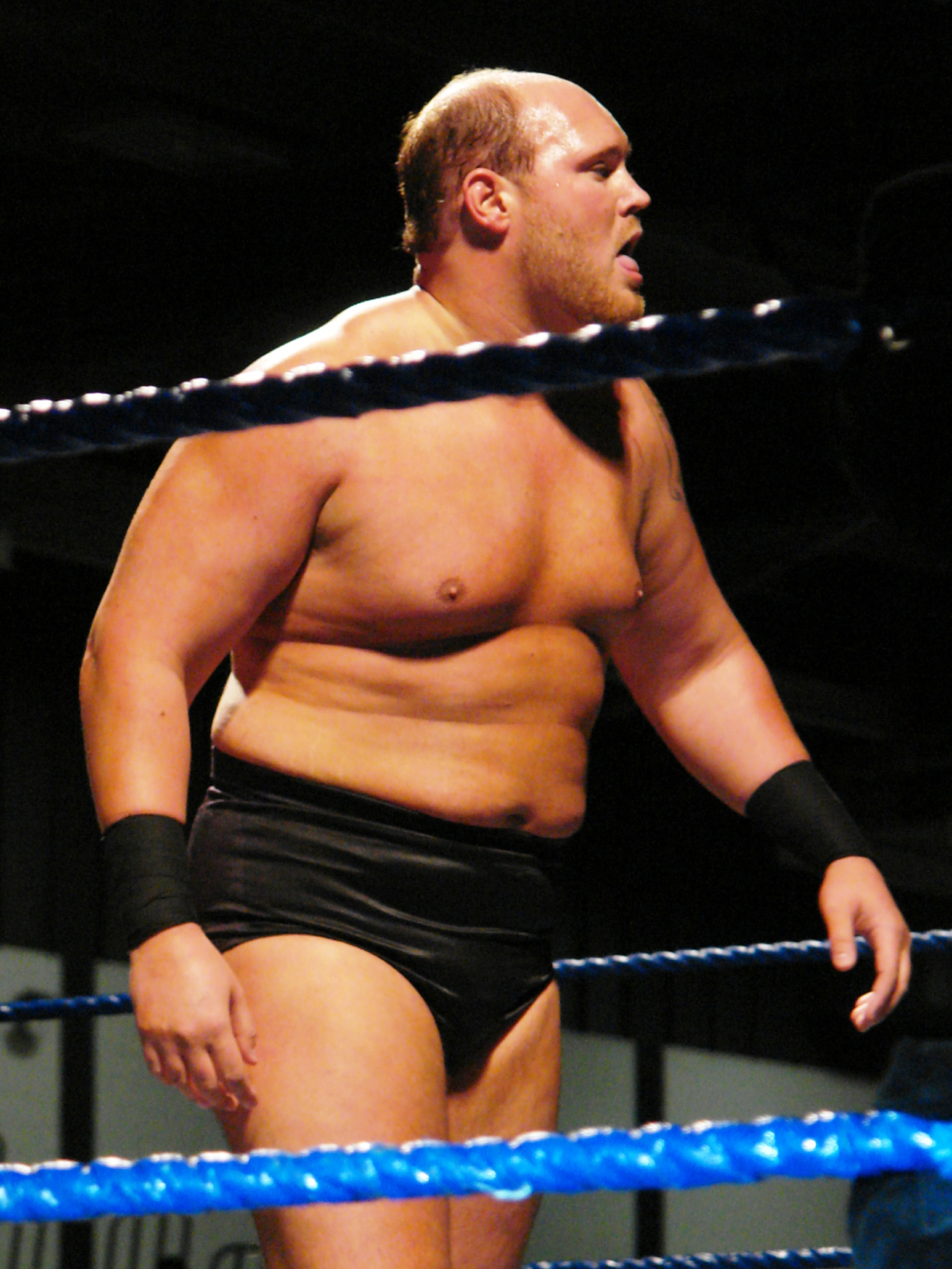
Festus en 2008.

Par la suite, il prend le personnage de « Festus », surtout connu comme étant le partenaire de Jesse. Il est censé être un attardé mental qui se réveille et devient extrêmement brutal dès que le son de la cloche sonne.
Jesse et Festus feront plusieurs matchs contre d'autres équipes, notamment pour les titres par équipes, qu'ils ne parviendront pas à remporter.
Le 13 avril 2009 lors du draft, il est envoyé à RAW. Il est ensuite inactif du 8 juin au 27 novembre de la même année.
Il déclarera lors d’une interview en 2015 que l’idée du gimmick de Festus est directement inspiré de Florian « Gleek » Fernandez, un de ses proches amis.

#### The Straight Edge Society et départ (2009-2010)

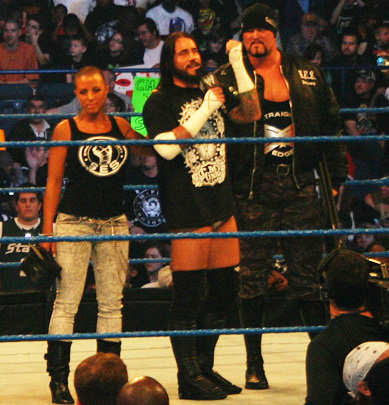
The Straight Edge Society (Punk au milieu, Serena à gauche et Gallows à droite) en 2010.

Festus fut ensuite introduit à SmackDown en tant que « Luke Gallows » par CM Punk dont il sera le nouveau garde du corps. Il rejoint alors le clan de ce dernier nommé Straight Edge Society (lui, Punk, Serena et Joey Mercury) et fait donc un heel-turn.
Durant les mois suivants, il accompagne CM Punk et est présent aux abords du ring durant tous les matchs de ce dernier, jusqu'à ce que le clan se dissout en septembre 2010.
La WWE met un terme à son contrat le 19 novembre 2010.

### Total Nonstop Action Wrestling (2012-2013)

#### Aces & Eights (2012-2013)

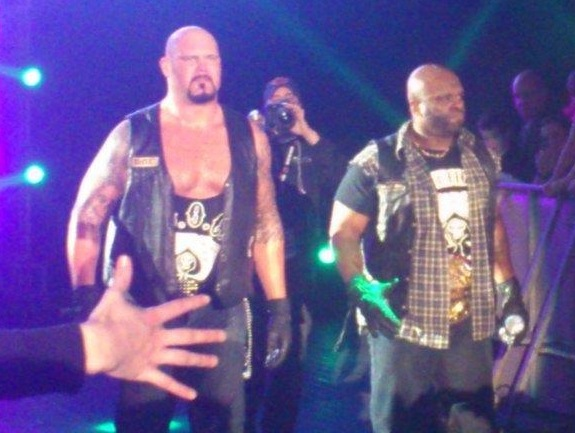
D.O.C. représentant Aces & Eights avec Devon

Le mercredi 6 septembre 2012, il fait officiellement partie du roster de la TNA.
Lors de Bound for Glory, il gagne avec un autre membre des Aces & Eights contre Bully Ray et Sting. Étant masqué depuis ses débuts, son visage est révélé lors de Impact Wrestling du 1er novembre. Lors de Turning Point, il bat Joseph Parks.
Lors de Final Resolution 2012, il perd avec Devon et deux membres masqués de Aces & Eights contre Garett Bischoff, Kurt Angle, Samoa Joe et Wes Brisco.
Lors de Genesis 2013, il perd contre Sting.
Lors de Lockdown 2013, il perd avec Devon, Garett Bischoff, Knux et Mr. Anderson contre Team TNA (Eric Young, James Storm, Magnus, Samoa Joe et Sting).
Son contrat a pris fin le 12 juillet 2013 et il n'a pas été renouvelé par la fédération, il quitte donc la TNA le jour même.

### Circuit indépendant (2013-2016)
Hankinson fait par ailleurs diverses apparitions et divers matchs dans différentes fédérations, notamment en Allemagne (Westside Xtreme Wrestling), au Japon (Pro Wrestling NOAH), ou encore en Australie (Riot City Wrestling), où il gagnera les titres par équipes avec Knux le 10 juin 2013, avant de les perdre le 7 septembre de la même année contre Hernandez et Michael Faith.
Le 2 octobre 2015, Il participe au wXw World Tag Team Tournament 2015 de la Westside Xtreme Wrestling avec Karl Anderson, où lors du premier tour, ils battent les French Flavour (Lucas Di Leo & Peter Fischer), mais ils sont éliminés lors des quarts de finale à la suite de leur défaite face à Big Daddy Walter et Zack Sabre, Jr..

### New Japan Pro Wrestling (2013-2016)

#### Bullet Club (2013-2016)

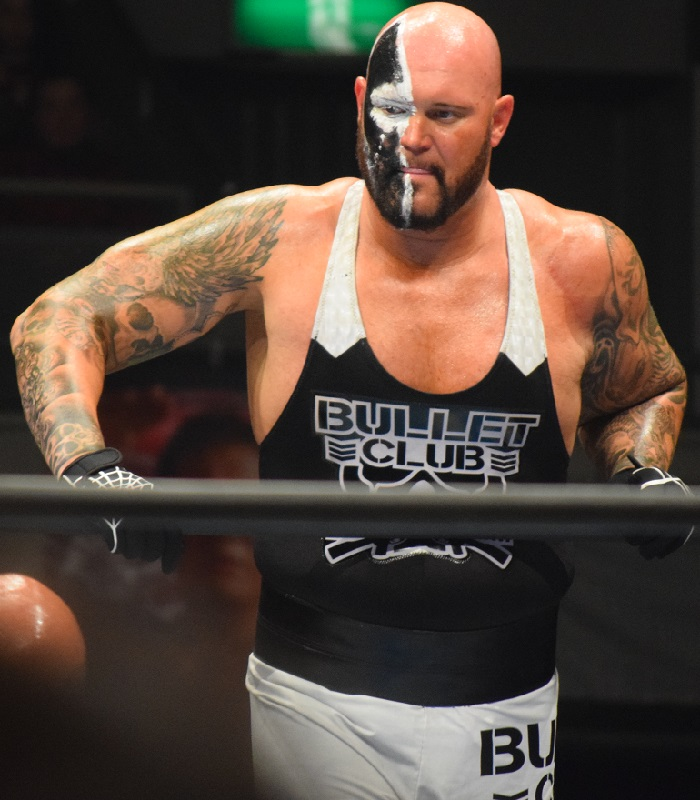
Gallows en 2016 en tant que membre du Bullet Club

Le 11 novembre 2013, la New Japan Pro Wrestling annonce Hankinson, sous le nom de "Doc Gallows", en tant que participant à la World Tag League où il fera équipe avec Karl Anderson. Il rejoint donc le groupe Bullet Club, groupe de gajins dirigé par Prince Devitt.
Il fait ses débuts à la New Japan Pro Wrestling le 23 novembre, quand lui et Karl Anderson battent Bushi et Kōta Ibushi dans un match non-tournoi, avec Gallows épinglant Bushi pour la victoire.
Le 8 décembre, Gallows et Anderson battent Great Bash Heel (Togi Makabe et Tomoaki Honma) dans les demi-finales, puis ten-Koji (Hiroyoshi Tenzan et Satoshi Kojima) en finale pour remporter le World Tag League 2013 et une chance pour les IWGP Tag Team Championship,. Lors de Wrestle Kingdom 8, ils battent Killer Elite Squad (Davey Boy Smith, Jr. & Lance Archer) et remportent les IWGP Tag Team Championship.
Ils parviennent ensuite à les conserver dans divers Pay-Per-View et contre divers adversaires,,,,,,,, avant de les perdre lors de Wrestle Kingdom 9, contre Hirooki Goto et Katsuyori Shibata,.
Lors de The New Beginning in Osaka, ils battent Hirooki Goto et Katsuyori Shibata et remportent les IWGP Tag Team Championship pour la deuxième fois, avant de les reperdre lors de Invasion Attack 2015, contre The Kingdom (Michael Bennett et Matt Taven),.
Lors de Dominion 7.5 in Osaka-jo Hall, ils battent The Kingdom et remportent les titres pour la troisième fois. Le 4 janvier 2016, au cours de Wrestle Kingdom 10, Gallows et Anderson perdent les IWGP Tag Team Championship contre Great Bash Heel (Togi Makabe et Tomoaki Honma).
Le 20 février 2016, il quitte officiellement la NJPW et par conséquent, quitte le Bullet Club.

### Retour à la World Wrestling Entertainment (2016-2020)

#### Débuts àRaw, The Club et champion par équipe de Raw (2016-2017)

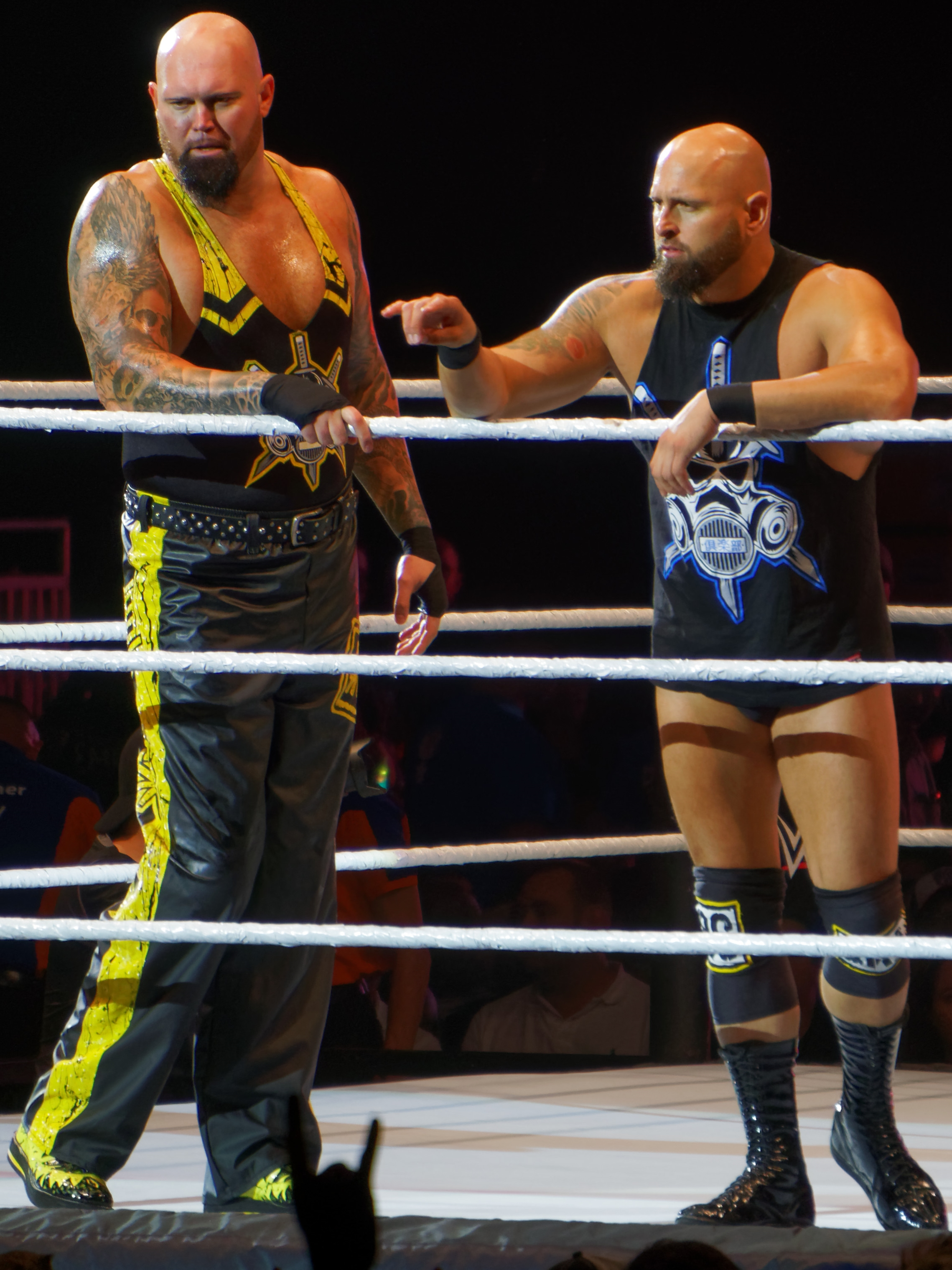
Gallows et Anderson en septembre 2016

Le 11 avril à Raw, ils effectuent leurs débuts dans le show rouge, en tant que Heel, en attaquant les Usos. Le 25 avril à Raw, les deux hommes effectuent leur premier match en battant les Samoans. Le lendemain à Raw, le Club se forme officiellement et ensemble, ils battent Roman Reigns et les Usos dans un 6-Man Tag Team Match. Le 22 mai à Extreme Rules, ils battent les Usos dans un Tornado Tag Team Match. Le 19 juin à Money in the Bank, ils aident leur frère à battre John Cena, à la suite de l'évanouissement de l'arbitre. Le 19 juillet lors du Draft, ils restent officiellement au show rouge, tandis qu'AJ Styles est annoncé être officiellement transféré à SmackDown Live, ce qui marque la séparation du trio.
Le 23 juillet à Battleground, les trois hommes perdent face à Enzo Amore, Big Cass et John Cena dans un 6-Man Tag Team Match. Le 25 septembre à Clash of Champions, ils ne remportent pas les titres par équipe de Raw, battus par le New Day. Le 30 octobre à Hell in a Cell, ils battent Enzo Amore et Big Cass. Le 20 novembre aux Survivor Series, l'équipe Raw (Enzo Amore, Big Cass, The Bar, le New Day, les Shining Stars et eux) bat celle de SmackDown (Heath Slater, Rhyno, les Usos, les Hype Bros et American Alpha) dans un 10-on-10 Traditional Survivor Series Elimination Tag Team Match.
Le 29 janvier 2017 lors du pré-show au Royal Rumble, ils deviennent les nouveaux champions par équipe de Raw en battant The Bar, remportant les titres pour la première fois de leurs carrières. Le 5 mars à Fastlane, ils conservent leurs titres en battant Enzo Amore et Big Cass.
Le 2 avril à WrestleMania 33, ils perdent un Fatal 4-Way Tag Team Ladder Match face aux Hardy Boyz, qui inclut également The Bar, Enzo Amore et Big Cass, ne conservant pas leurs titres. Le 30 avril lors du pré-show à Payback, ils perdent face à Enzo Amore et Big Cass.

#### Bálor Club et Draft àSmackDown Live(2018)
Le 1er janvier 2018 à Raw, ils effectuent un Face Turn en s'alliant avec Finn Bálor, reformant le Bálor Club et ensemble, les trois hommes battent The Miztourage (Bo Dallas et Curtis Axel) et Elias dans un 6-Man Tag Team Match. Le 28 janvier lors du pré-show au Royal Rumble, ils perdent face aux Revival. Le 25 février lors du pré-show à Elimination Chamber, ils battent le Miztourage.
Le 8 avril lors du pré-show à WrestleMania 34, ils ne remportent pas la bataille royale en la mémoire d'André the Giant, gagnée par "Woken" Matt Hardy. Le 17 avril à SmackDown Live, lors du Superstar Shake-Up, ils sont annoncés être officiellement transférés au show bleu, ce qui marque la fin de leur alliance avec l'Irlandais qui, de son côté, reste officiellement au show rouge.
Le 27 avril au Greatest Royal Rumble, ils entrent dans le Royal Rumble masculin en 21e et 32e positions, mais se font éliminer par Rey Mysterio et Randy Orton. Le 17 juin lors du pré-show à Money in the Bank, ils ne remportent pas les titres par équipe de SmackDown, battus par les Bludgeon Brothers.
Le 18 novembre lors du pré-show aux Survivor Series, l'équipe SmackDown (les Usos, SAnitY, The Colóns, le New Day et eux) perd face à celle de Raw (Bobby Roode, Chad Gable, les Revival, la B-Team, Lucha House Party et The Ascension) dans un 10-on-10 Traditional Survivor Series Man's Elimination Tag Team Match.

#### Retour àRaw, reformation du Club, doubles champions par équipe deRawet départ (2019-2020)
Le 29 avril à Raw, lors du Superstar Shake-Up, ils sont annoncés être officiellement transférés au show rouge.
Le 1er juillet à Raw, après la défaite d'AJ Styles face à Ricochet pour le titre des États-Unis de la WWE, ils effectuent un Heel Turn en rejoignant le premier pour attaquer le second, et les trois hommes reforment 'The Club avec le geste Too Sweet. Le 29 juillet à Raw, ils redeviennent champions par équipe de Raw en battant les Revival et les Usos dans un Triple Threat Tag Team Match, remportant les titres pour la seconde fois. Le 19 août à Raw, ils perdent face à Braun Strowman et Seth Rollins, ne conservant pas leurs titres.
Le 6 octobre à Hell in a Cell, le trio perd par disqualification face aux Viking Raiders et à Braun Strowman dans un 6-Man Tag Team match. Le 31 octobre à Crown Jewel, ils remportent la coupe du monde par équipe de la WWE, en battant successivement le New Day et les Viking Raiders dans un Nine-Team Tag Team Turmoil Match.
Le 15 avril, la WWE résilie leurs contrats.

### Retour à Impact Wrestling (2020-2022)
Le 18 juillet 2020, Gallows et Anderson annonce qu'ils ont signé avec Impact Wrestling et qu'ils seront à Slammiversary. Lors de Slammiversary 2020, ils viennent sauver le nouveau Impact World Champion Eddie Edwards d'une attaque de Ace Austin et Madman Fulton avant de célébrer avec Edwards.
Lors du Impact Wrestling du 28 juillet, ils font leurs débuts en battant Reno Scum. Après le match, ils sont attaqués par Austin et Fulton. Le 18 août lors de Emergence, ils battent Austin & Fulton.
Lors de Bound for Glory 2020, ils perdent contre The North (Ethan Page et Josh Alexander) dans un Four Way Match qui comprenaient également Ace Austin et Madman Fulton et Chris Sabin et ne remportent pas les Impact World Tag Team Championship.
Lors de Turning Point, ils battent The North et remportent les Impact World Tag Team Championship,.

#### Heel Turn et alliance avec Kenny Omega (2020-2021)
Lors de Final Resolution, Anderson bat Ethan Page après avoir passé un moment avec Kenny Omega. Le 15 décembre à Impact, Anderson bat Chris Sabin, après le match, Anderson & Gallows effectuent un heel turn en attaquant avec Kenny Omega les Motor City Machine Guns et Rich Swann.
Le 5 janvier 2021 à Impact, ils tabassent avec Omega de nouveau Swann et les Motor City Machine Guns. Lors de Hard go Kill, ils font équipe avec Kenny Omega et battent Chris Sabin, Moose et Rich Swann.
Le 9 février à Impact, ils conservent leur titres contre Chris Sabin et James Storm en perdant contre ces derniers par disqualification à cause d'une intervention de Private Party dirigé par Matt Hardy,. Lors de No Surrender 2021, ils conservent leur titres contre Chris Sabin et James Storm dans un Three Way Match qui comprenaient également Private Party. Lors de Sacrifice, ils perdent les titres contre FinJuice (Juice Robinson et David Finlay),.
Lors de Slammiversary XIX, ils battent Violent By Design (Joe Doering et Rhino) dans un Four-way Tag Team Match qui comprenaient également Rich Swann et Willie Mack ainsi que Fallah Bahh et No Way et remportent les Impact World Tag Team Championship pour la deuxième fois.

#### Retour dans le Bullet Club et départ (2022)
Le 19 février 2022 à No Surrender, ils conservent les titres contre les Guerrillas of Destiny à la suite de l'intervention de Jay White qui porte son  Blade Runner sur Tama Tonga, virant ce dernier et son frére du Bullet Club et permettant à Gallows et Anderson de réintegrer le clan,.

### All Elite Wrestling (2021)
Lors de New Year's Smash - Tag 1, ils font leurs débuts à la All Elite Wrestling en attaquant Jon Moxley qui attaquait Kenny Omega et plusieurs catcheurs qui avaient tenté d'aider ce dernier avant de célébrer avec les Young Bucks avec le signe "too sweet" que Omega, les Good Brothers et les Young Bucks utilisaient ensemble à la New Japan Pro Wrestling.
Lors de Beach Break, ils font équipe avec Kenny Omega et battent Death Triangle (PAC et Rey Fenix) et Jon Moxley.

### Retour à la New Japan Pro Wrestling (2021-...)
En juin 2021, New Japan Pro Wrestling annonce que Gallows et Anderson feront leurs retour pour participer au Tag Team Turbulence Tournament à NJPW Strong.

### Second retour à la World Wrestling Entertainment (2022-2025)

#### Retour àRawet reformation duO.C(2022-2023)
Le 10 octobre 2022 à Raw, ils effectuent leur retour à la World Wrestling Entertainment 2 ans et 6 mois après leur renvoi, en tant que Face, aux côtés d'AJ Styles, reformant The O.C avec Mia Yim, puis les trois hommes provoquent une bagarre avec le trio du Judgment Day. Le 5 novembre à Crown Jewel, ils perdent face au Judgment Day dans un 6-Man Tag Team match.
Le 31 mars 2023 à WrestleMania SmackDown, Karl Anderson et lui ne remportent pas la André the Giant Memorial Battle Royal, gagnée par Bobby Lashley.

#### Draft àSmackDownblessure et renvoi (2023-2025)
Le 28 avril à SmackDown, lors du Draft, le quartet est annoncé être officiellement transféré au show bleu par Teddy Long. En septembre, il se blesse au genou et doit s'absenter pour une durée indéterminée,.
Le 8 février 2025, il est renvoyé par la WWE.

## Palmarès
- American Pro Wrestling Alliance

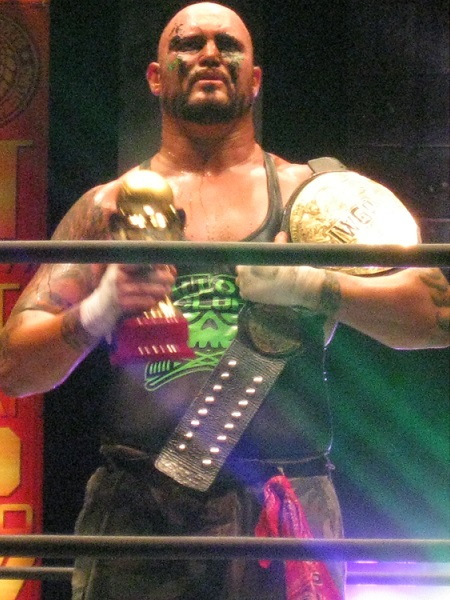
Gallows en tant que IWGP Tag Team Champion

  - 1 fois APWA World Tag Team Champion avec Knux
- Impact Wrestling
  - 3 fois Impact World Tag Team Champions avec Karl Anderson (actuel)
- National Wrestling Alliance
  - 1 fois NWA Southern Tag Team Champion avec  Iceberg
- National Wrestling League
  - 1 fois NWL Heavyweight Champion[87]
- New Japan Pro Wrestling
  - 3 fois IWGP Tag Team Champion avec Karl Anderson
  - World Tag League (2013) avec Karl Anderson
- Rampage Pro Wrestling'
  - 1 fois RPW Heavyweight Champion
- River City Wrestling
  - 1 fois RCW Tag Team Champion avec Knux[88]
- Vanguard Championship Wrestling
  - 1 fois VCW Heavyweight Champion
- World Wrestling Entertainment
  - 2 fois WWE Raw Tag Team Champion avec Karl Anderson
  - WWE Tag Team World Cup (2019) avec Karl Anderson

## Récompenses des magazines
- Pro Wrestling Illustrated

| Année | 2006 | 2007 | 2008 | 2009 | 2010 | 2011 | 2012 | 2013 | 2014 | 2015 | 2016 | 2017 | 2018 | 2019 | 2020 | 2021 | 2022 |
| ----- | ---- | ---- | ---- | ---- | ---- | ---- | ---- | ---- | ---- | ---- | ---- | ---- | ---- | ---- | ---- | ---- | ---- |
| Rang  | 389  | 312  | 106  | 138  | 90   | 178  | 301  | 69   | 98   | 73   | 65   | 70   | 107  | 177  | 203  | 178  | 338  |

## Vie privée
Il se marie en mai 2014 avec la catcheuse Amber Gallows. Ils se séparent en 2016 et leur divorce est prononcé.